# Bacchisa curticornis
Bacchisa curticornis là một loài bọ cánh cứng trong họ Cerambycidae.